# Surprise Lake (Pierce County, Washington)
Der Surprise Lake ist ein etwa 1,3 ha großer See im Stadtgebiet von Milton im US-Bundesstaat Washington. Der See liegt auf einer Höhe von etwa 95 m. Der See besitzt einen namenlosen Abfluss zum Hylebos Creek, der zur Commencement Bay fließt, einer Bucht im Puget Sound.
Der See liegt in Nachbarschaft zum Surprise Lake Apartment Complex in Milton im US-Bundesstaat Washington. Er liegt etwa 11,5 km östlich von Tacoma.